# Gewone bodemkrabspin
De gewone bodemkrabspin (Ozyptila praticola, Oxyptila praticola) is een spin uit de familie krabspinnen (Thomisidae).
Het vrouwtje wordt 3 tot 4 mm groot, het mannetje wordt 2,5 tot 3 mm. Deze spin leeft vooral bij woningen, in de schuur of op de muur. De soort in wijdverspreid in het Holarctisch gebied.